# گابریل گورکیان
گابریل گِورِکیان (ارمنی: Գաբրիել Գևրեկյան (Գևերեկյան) فرانسوی: Gabriel Guévrékian‎)، (زادهٔ ۲۱ نوامبر ۱۸۹۲ - درگذشتهٔ ۲۹ اکتبر ۱۹۷۰) معمار ارمنی‌تبار و از پایه‌گذاران معماری نوین در ایران بود. گورکیان دانش‌آموختهٔ دانشگاه معماری و هنرهای کاربردی وین بود. او ساختمان‌ها، فضای داخلی و باغ‌های گوناگونی را طراحی کرده است و در دانشگاه ایلی‌نوی به آموزش معماری پرداخته بود. او در اروپا، ایران و ایالات متحده آمریکا کار کرده است.

## زندگی‌نامه
گابریل گورکیان در سال ۱۹۰۰ میلادی (۱۲۷۹ خورشیدی) در شهر کنستانتینوپل به دنیا آمد. در همان سال نیز خانوادهٔ وی به ایران مهاجرت کرد.
بلافاصله پس از تولد به همراه خانواده اش به ایران مهاجرات کرده و تابعیت ایرانی داشت، نه تنها در ایران بلکه در اروپا و ایالات متحده آمریکا نیز معمار شناخته شده‌ای بود.
وی پس از طی تحصیلات ابتدایی در تهران، در سن ده سالگی برای ادامهٔ تحصیل به وین فرستاده شد و پس از چندی وارد مدرسهٔ معماری آکادمی هنرهای کاربردی وین شد. در آن هنگام اتریش یکی از مراکز فعال نوآوری در معماری بود و طبعاً جریانات هنری یادشده و آشنایی با معماران پیشرو تأثیر زیادی بر او بجا گذاشتند.
گورکیان پس از فارغ‌التحصیلی در سال ۱۹۲۲ (۱۳۰۱) و مسافرت به چند کشور اروپایی، در پاریس اقامت گزید و به حرفهٔ معماری پرداخت. وی به زودی جزء سرشناسان هنری درآمد به نحوی که از سال ۱۳۰۲ (۱۹۲۳) منتقدان نام او را همراه با معروف‌ترین معماران مانند لوکوربزیه و با ذکر عباراتی همچون «پیشگامان هنر معماری مدرن» آوردند. در سال ۱۹۲۳ تعدادی از آثار گورکیان در سالن پاییزه پاریس در کنار آثار معمارانی با شهرت جهانی مانند لکوربوزیه به نمایش درآمد.
وی همچنین در دوره‌های مختلف «کنگرهٔ بین‌المللی معماری مدرن CIAM که از سال ۱۹۲۸(۱۳۰۷) به‌طور سالانه تشکیل می‌شد و قطعاً مهم‌ترین و بنام‌ترین همایش معماران سدهٔ بیستم بود، شرکت فعالانه داشت به طوری که در نخستین کنگره سمت دبیری جلسات برعهده او بود.
گورکیان در سال ۱۹۳۳ (۱۳۱۲) به ایران بازگشت. و طی ۴ سال اقامت در تهران، علاوه بریاست دفتر معماری شهرداری تهران، از سوی علی اکبر داور به عنوان رئیس دفتر فنی وزارت دارایی جهت نظارت بر کلیهٔ عملیات اجرایی بناهای دولتی در تهران منصوب شد.
گِورِکیان در طول چهار سال کوتاه ولی پرثمر حدود بیست و پنج بنا که طرح تقریباً همهٔ آنها بر اساس اصول جنبش نوگرایی در معماری ریخته شده بود بنا کرد. او پس از ورود به ایران الگوی ساختمان تئاتر دولتی را که به سبک نوگرایانه طراحی کرده بود تکمیل کرد (الگوی ۱۹۳۳م) و یک سال بعد طرح چند قسمتی و گستردهٔ مجتمع وزارت امور خارجه را ارائه داد (طرح‌های ۱۹۳۴ و ۱۹۳۶ که هرگز به مرحلهٔ اجرا در نیامدند). ساختمان هفت طبقهٔ وزارت صنایع با پایه‌های زیبای بتنی و نمای چشمگیر با دهانه‌های افقی در سال ۱۹۳۶م با طراحی گِورِکیان بنا گردید. طرح اولیهٔ گِورِکیان برای ساختمان وزارت دادگستری (طرح ۱۹۳۷م) باعث بحث‌های شدیدی در خصوص اصول پیش گامانهٔ او و خواست مقامات حکومتی در جهت ایجاد ظاهری ترجیحاً نئوکلاسیک شد. نقش برجسته‌های برگرفته از آثار ساسانیان برروی نمای ساده، با طرح نوگرا و بنای متقارن این ساختمان که با دو حیاط احاطه شده نمی‌توانسته مطابق ذائقهٔ گِورِکیان بوده باشد.
گِورِکیان در طی هر سال از فعالیتش در ایران یک ساختمان ویلایی طراحی و بنا کرد، ویلای پناهی (۱۹۳۴م)، ویلای سیاسی(۱۹۳۵م)، ویلای ملک اصلانی(۱۹۳۵م)، ویلای خسروانی(۱۹۳۶م) و ویلای فیروز (۱۹۳۷م) از آن جمله طرح‌ها هستند.
پس از سال ۱۹۳۷ (۱۳۱۶) گابریل گورکیان مدتی در انگلستان و پس از آن در فرانسه اقامت و فعالیت داشت. در سال ۱۹۴۴ (۱۳۲۲) به آمریکا رفت و علاوه بر طراحی معماری در دانشگاه ایلینوی به تدریس پرداخت.
وی در سال ۱۹۷۰ (۱۳۴۹) درگذشت.
دربارهٔ آثار او چندین کتاب در کشورهای اروپایی و آمریکا منتشر شده‌اند.

## سمت‌ها
- ریاست دفتر معماری شهرداری تهران از ۱۹۳۳ (۱۳۱۲) به مدت چهار سال
- دبیری همایش بین‌المللی معماری مدرن (CIAM)
- تدریس در دانشگاه ایلی‌نوی آمریکا

## آثار

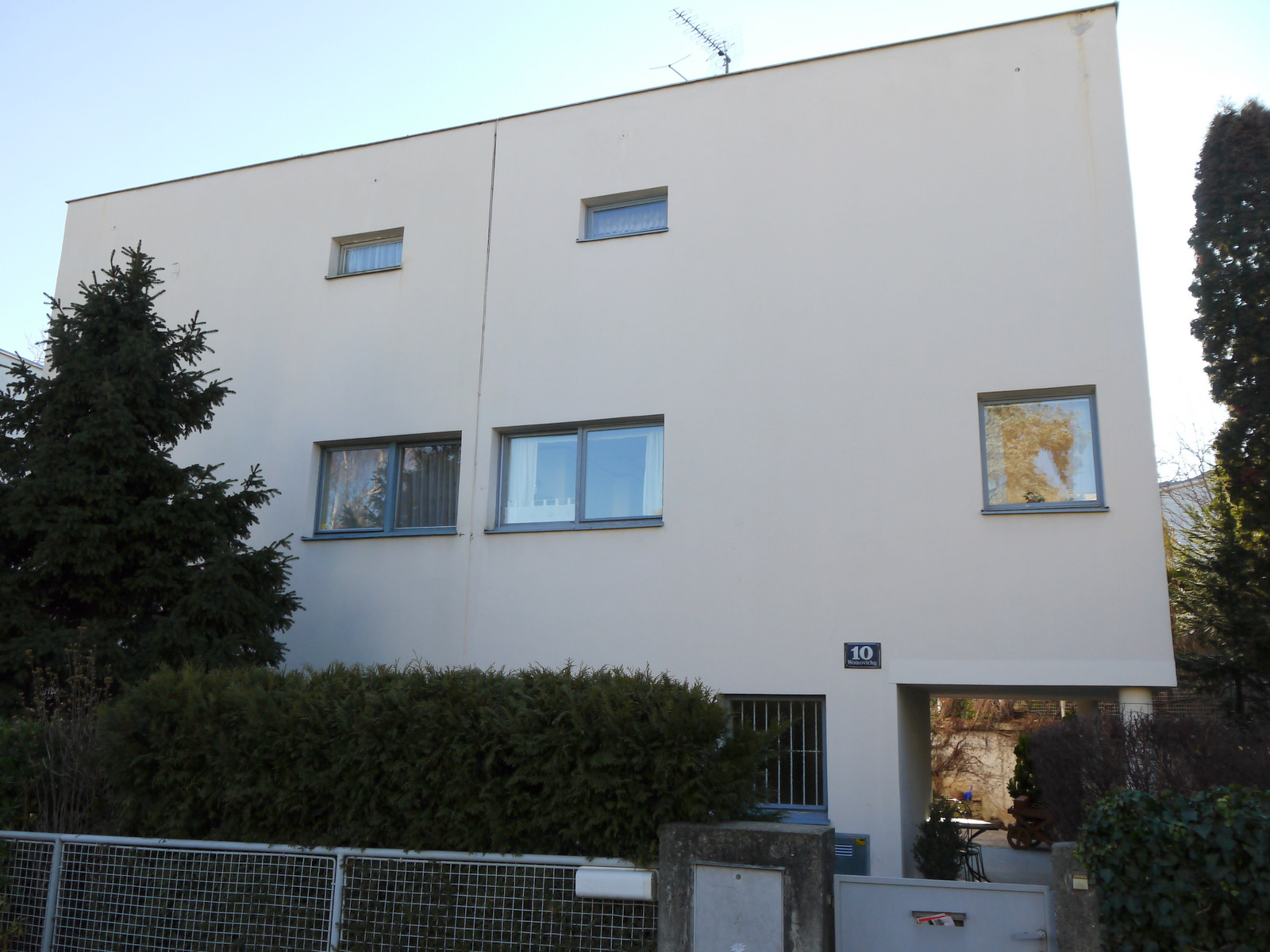
خانه‌های شماره ۶۷ و ۶۸، طراحی شده توسط گابرئیل گِورِکیان، نمایشگاه وِرک بوند ۱۹۳۲م

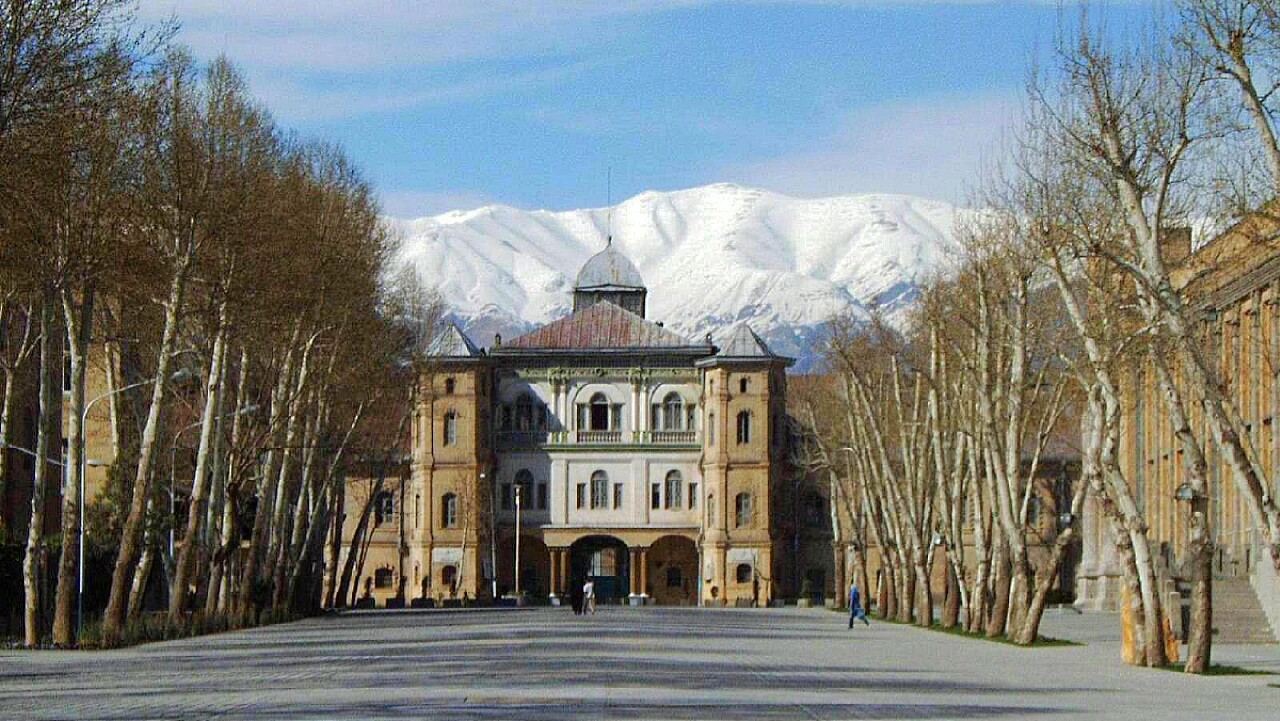
وزرات امورخارجه ایران در تهران

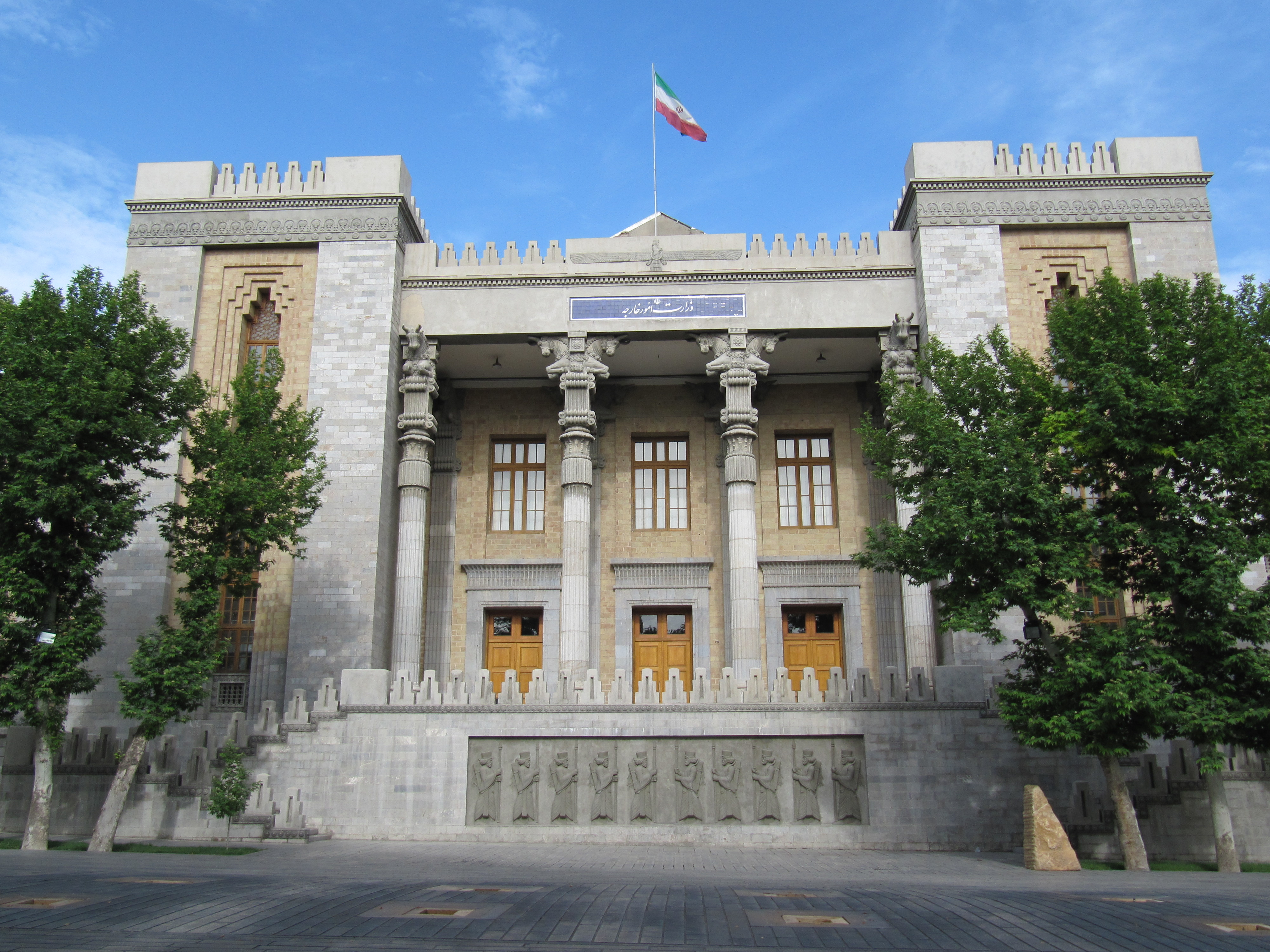
کاخ شهربانی

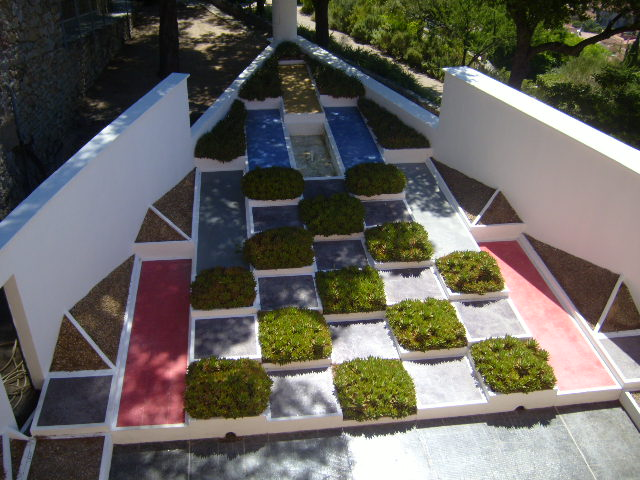
باغ کوبیستی خانهٔ نوآی

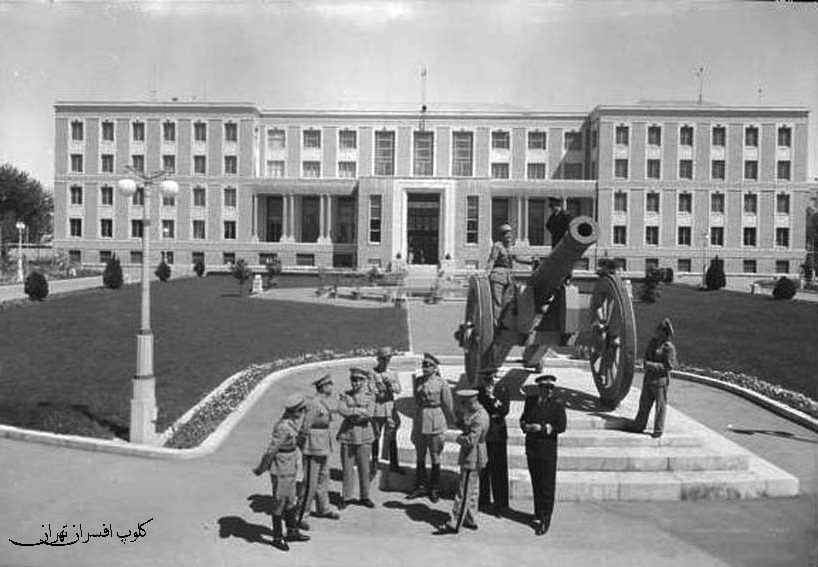
باشگاه افسران وزارت جنگ در میدان مشق تهران

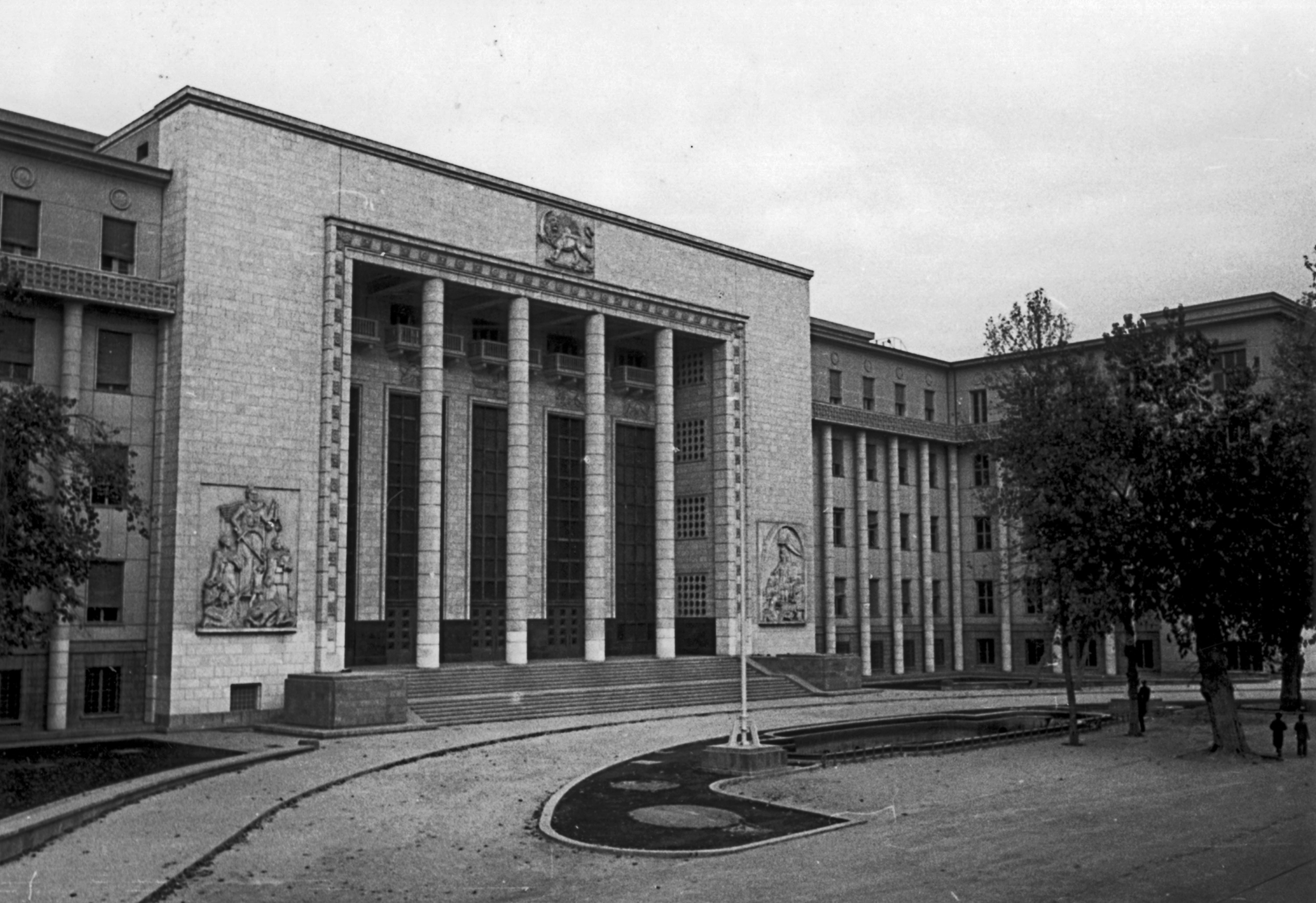
کاخ دادگستری در تهران

وی در ایران تعداد قابل ملاحظه ای ویلای مسکونی و ساختمان‌های عمومی و اداری طراحی کرد که اهم آنها به شرح زیر است:
- طرح کاخ دادگستری تهران
- ساختمان ۷ وزارت امور خارجه (کاخ شهربانی پیشین)
- طرح ساختمان وزارت صنایع
- طرح باشگاه افسران (که پس از رفتن وی با نظارت وارطان به اتمام رسید)
- آمفی تئاتر مدرسهٔ نظام
- طرح ساختمان وزارت امورخارجه
- ویلای‌های آقایان پناهی، سیاسی، خسروانی، نظام مافی، ملک اصلانی و فیروز

تعدادی از این آثار در همان سال‌ها در مجلات معتبر معماری از جمله A.A. و مجله هنر و دکوراسیون فرانسه به چاپ رسیده‌اند.